# Saint-Quay-Portrieux
Saint-Quay-Portrieux (tiếng Breton: Sant-Ke-Porzh-Olued) là một xã của tỉnh Côtes-d’Armor, thuộc vùng Bretagne, tây bắc Pháp.

## Dân số
Người dân ở Saint-Quay-Portrieux được gọi là Quinocéens.